# Future of the Past
Future of the Past kompilacija je poljskog death metal-sastava Vader. Objavljena je 3. prosinca 1996.

## O albumu
Future of the Past je cover album na kojem se pojavljuju obrade pjesama sastava kao što su Celtic Frost, Sodom, Terrorizer, Kreator i Dark Angel. Više pjesama snimljeno je u Selani Studio u Olsztynu u rujnu 1996., no pjesme "Silent Scream" i "We Are the League" snimljene su u svibnju 1996. Posljednje dvije pjesme snimljene su u studiju Modern Sound. Album je masterirao Grzegorz Piwkowski u Modern Soundu.
Kao gost na pjesmi "Flag of Hate" pojavio se Cezary Augustynowicz iz black metal-sastava Christ Agony, a u pjesmi "Black Sabbath" solo-gitaru svira Grzegorz Skawiński.
Godine 2000. diskografska kuća Avalon ponovno je objavila ovaj album.

## Popis pjesama
| 1.    | »Outbreak of Evil« (obrada Sodoma)                | Chris Witchhunter, Tom Angelripper, Frank Blackfire       | 2:05 |
| 2.    | »Flag of Hate« (obrada Kreatora)                  | Mille Petrozza, Rob Fioretti, Jürgen Reil                 | 3:11 |
| 3.    | »Storm of Stress« (obrada Terrorizera)            | Oscar Garcia, Jesse Pintado, David Vincent, Pete Sandoval | 1:15 |
| 4.    | »Death Metal« (obrada Possesseda)                 | Jeff Becerra, Mike Torrao                                 | 2:38 |
| 5.    | »Fear of Napalm« (obrada Terrorizera)             | Garcia, Pintado, Vincent, Sandoval                        | 2:45 |
| 6.    | »Merciless Death« (obrada Dark Angela)            | Don Doty, Eric Meyer, Jim Durkin, Rob Yahn, Jack Schwartz | 4:05 |
| 7.    | »Dethroned Emperor« (obrada Celtic Frosta)        | Thomas Gabriel Fischer                                    | 4:06 |
| 8.    | »Silent Scream« (obrada Slayera)                  | Tom Araya, Jeff Hanneman, Kerry King                      | 2:56 |
| 9.    | »We Are the League« (obrada Anti-Nowhere Leaguea) | Nick Culmer, Chris Exall                                  | 2:35 |
| 10.   | »I.F.Y. (I Feel You)« (obrada Depeche Modea)      | Martin Gore                                               | 4:20 |
| 11.   | »Black Sabbath« (obrada Black Sabbatha)           | Ozzy Osbourne, Tony Iommi, Geezer Butler, Bill Ward       | 6:19 |
| 36:15 |                                                   |                                                           |      |

## Zasluge
| Vader - Piotr "Peter" Wiwczarek – vokal, gitara, bas-gitara - Jarosław "China" Łabieniec – gitara - Krzysztof "Doc" Raczkowski – bubnjevi Dodatni glazbenici - Cezar – vokal (na pjesmi "Flag of Hate") - Greg Skawiński – solo-gitara (na pjesmi "Black Sabbath") | Ostalo osoblje - Andrzej Bomba – inženjer zvuka (1. – 9. pjesma) - Tomasz Bonarowski – inženjer zvuka (10. i 11. pjesma) - Grzegorz Piwkowski – mastering - Krzysztof Iwin – naslovnica albuma - Adam Toczko – inženjer zvuka (10. pjesma) - Graal – umjetnički smjer |